# Breathe a Sigh
Work It Out è una canzone del gruppo musicale britannico Def Leppard, ultimo singolo estratto dal loro album Slang del 1996. Raggiunse la posizione numero 43 della Official Singles Chart nel Regno Unito.
Il singolo non fu accompagnato da nessun videoclip promozionale.

## Tracce

### CD: Bludgeon Riffola - Mercury / LEPCX18( UK) / 578 841-2
1. Breathe a Sigh
2. Another Hit and Run (Live)
3. All I Want Is Everything (Live)
4. Work It Out (Live)

### CD: Bludgeon Riffola - Mercury / LEPCD18 (UK) / 578 839-2
1. Breathe a Sigh
2. Rock! Rock! (Till You Drop) (Live)
3. Deliver Me (Live)
4. Slang (Live)